# Codiaeum variegatum
Codiaeum variegatum, eller kroton är en törelväxtart som först beskrevs av Carl von Linné, och fick sitt nu gällande namn av Georg Eberhard Rumphius och Adrien Henri Laurent de Jussieu. Namnet kommer från malajiska kodiho, samlingsnamn på inhemska törelväxter, och variegatum (lat.) brokig. Codiaeum variegatum ingår i släktet Codiaeum och familjen törelväxter.

## Som krukväxt
I vildväxande form är den en välgrenad buske, upp till ett par meter hög, medan den som krukväxt säljs som någon halvmeter hög eller mindre. Växten är dekorativ med effektfulla färger och vackra mönster. Bladverket kan vara gult, orange, rött, grönt eller vinrött. I ljust läge blir färgerna som starkast. 
Växtsaften innehåller ämnen som har irriterande egenskaper, och kan ge illamående, kräkningar och diarré.

## Underarter
Arten delas in i följande underarter:
- C. v. cavernicola
- C. v. variegatum

## Bildgalleri

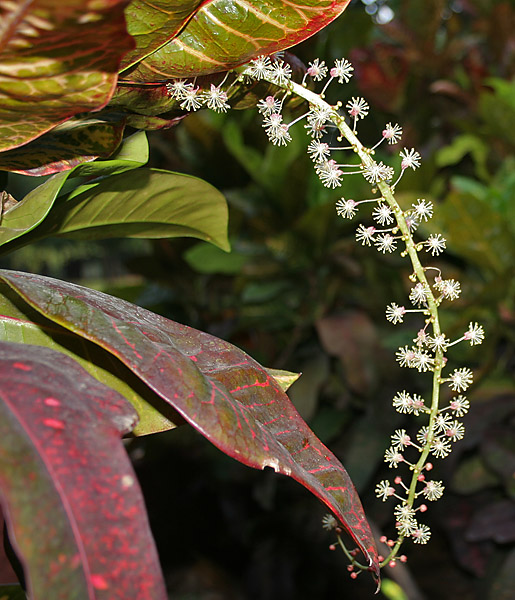
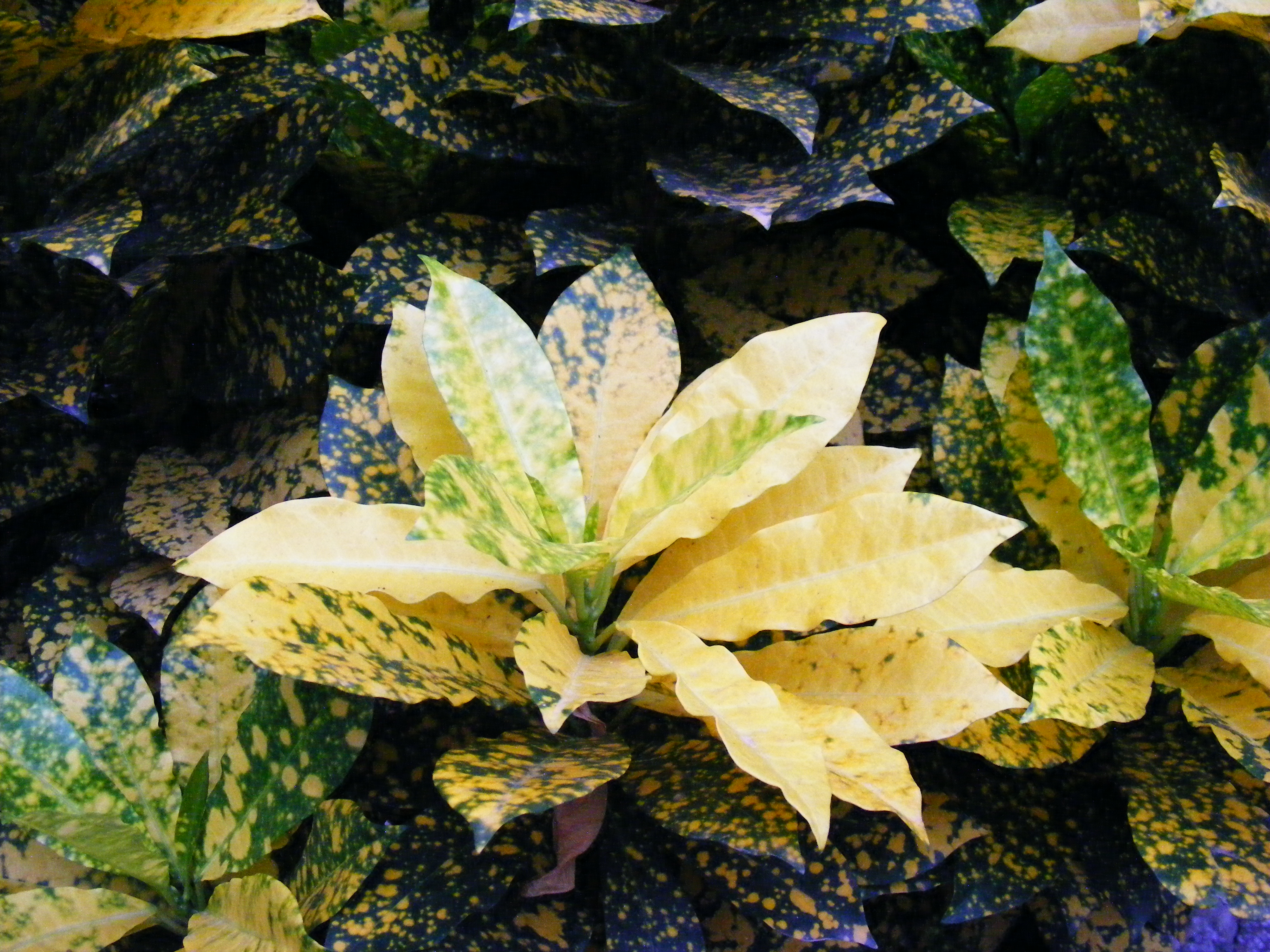